# Aqueduc de Buc
L’aqueduc de Buc est un ancien aqueduc situé sur la commune de Buc, dans le département des Yvelines, en France.
Construit entre 1684 et 1686 par Thomas Gobert, il faisait partie des aménagements hydrauliques destinés à acheminer de l'eau pour alimenter les fontaines et les jets du parc du château de Versailles. Il est classé au titre des Monuments historiques. 

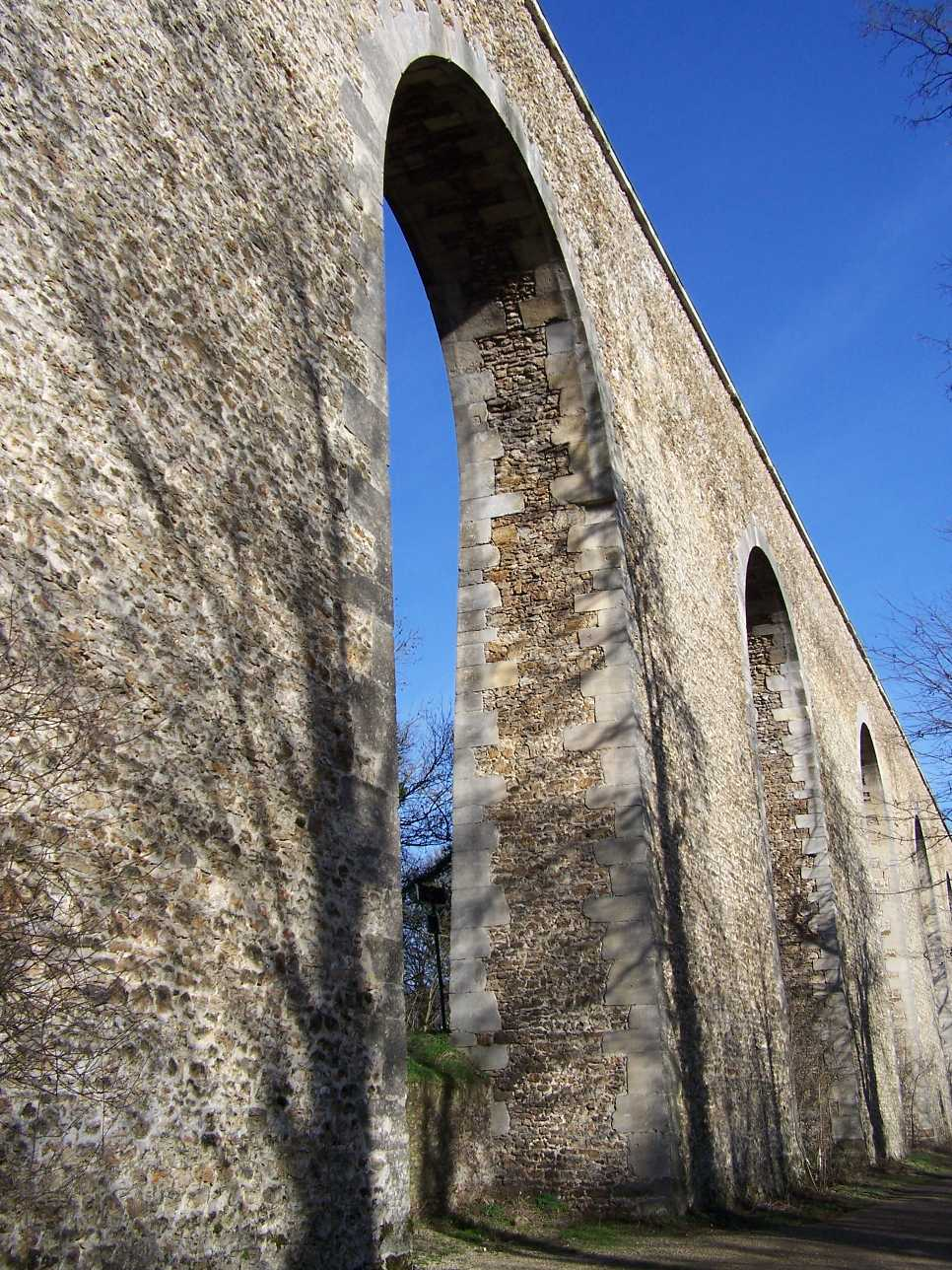
Une hauteur de 21 mètres

## Historique
Dès sa création, le parc de Versailles nécessitait toujours plus d'eau pour alimenter les fontaines et jeux d'eau toujours plus nombreux et importants. Après le petit étang de Clagny, vite insuffisant dès 1672, puis le réseau hydraulique pour amener l'eau des étangs de Trappes et Bois d'Arcy à partir de 1678, les ingénieurs du Roi vont chercher d'autres approvisionnements possibles. Bâti sur la même période que la machine de Marly et l'aqueduc de Louveciennes qui devait pomper puis amener l'eau de la Seine, l'aqueduc de Buc était destiné à acheminer par simple gravité (au contraire de Marly) les eaux du plateau de Saclay situé entre les vallées de la Bièvre et de l'Yvette et des étangs qui s'y trouvaient, dits « étangs inférieurs »
L'aqueduc était relié à l'étang du Trou Salé et de Pré Clos à Toussus-le-Noble, eux-mêmes reliés à l'étang de Saclay via l'étang d'Orsigny et un aqueduc souterrain, lui-même relié à l'étang de Villiers par l'aqueduc des Mineurs. Le plateau fut également creusé de nombreuses rigoles pour acheminer les eaux de pluie vers ce réseau hydraulique. 

## Construction
Commandé par Louvois, surintendant des Bâtiments, des Arts et Manufactures depuis la mort de Colbert en 1683, dessiné par Jules Hardouin-Mansart et mis en œuvre par l'ingénieur Thomas Gobert, il fut édifié par les soldats du Régiment royal de Normandie à partir de 1684, en remplacement d'un siphon hydraulique de fonte inadapté, aux fins de recueillir l'eau des étangs de Saclay et de l'amener du plateau de Saclay vers le bois des Gonards (extrémité est de la forêt de Versailles), en franchissant la vallée de la Bièvre qui coule en contrebas.
La construction a été réalisée en pierre meulière, avec chaînages et bandeaux d'arcades en pierre de taille.
L'aqueduc fut mis en service le 13 juin 1686.
L'aqueduc, de la décharge au sud (exclue) jusqu'à la forêt au nord, fait l'objet d'un classement au titre des monuments historiques par arrêté du 22 septembre 1952.
Thomas Gobert, son ingénieur disait en 1682 : « On pourrait faire un Acqueduc de massonnerie, qui ne seroit sujet à aucun entretien, sans besoin de fer, cuivre ny plomb, plus solide et à durer autant que le monde, dont la magnificence marqueroît à la postérité, autant qu'aucun autre esdifice la grandeur du Règne du Roy. »

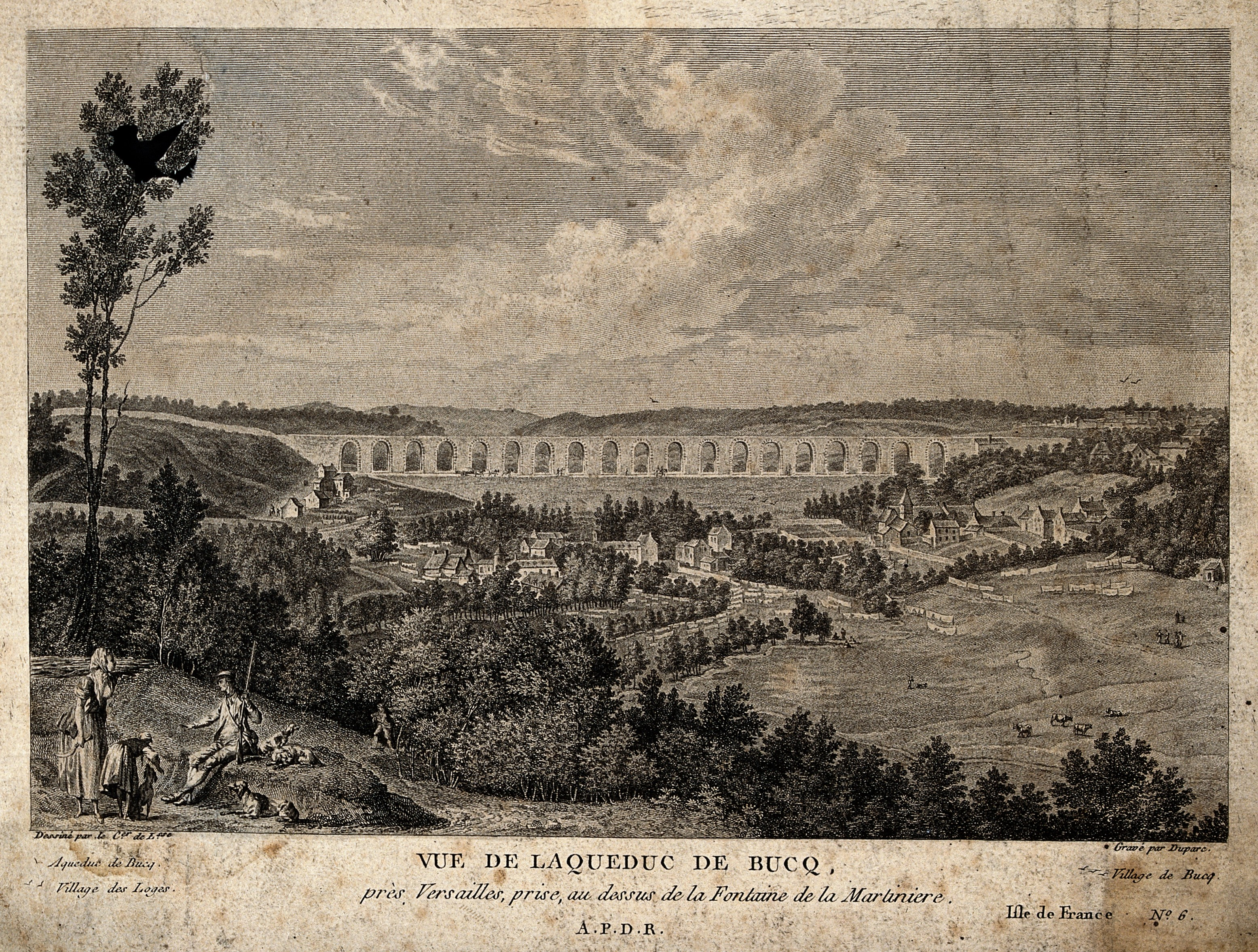
Vue ancienne de l'aqueduc, gravée par Marie-Alexandre Duparc

Ce texte a été inscrit sur la plaque commémorative du tricentenaire de l'inauguration de l'aqueduc.

## Caractéristiques
L'ouvrage a une longueur de 580 m, une hauteur totale de 24 m et son tunnel descend à plus 30 m de profondeur.
Il est composé de deux rangées de 19 arcades superposées, de 21 mètres de hauteur. Les piles des arcades inférieures sont espacées de 9 m ; elles ont une épaisseur de 4 m et des fondations de 24 m. 
Au sommet, l'aqueduc proprement dit mesure 1 m de large, est profond de 1,91 mètre et est recouvert de lourdes dalles de pierre. 
Une petite maison de fontainier est accolée à l'ouvrage.

## Images

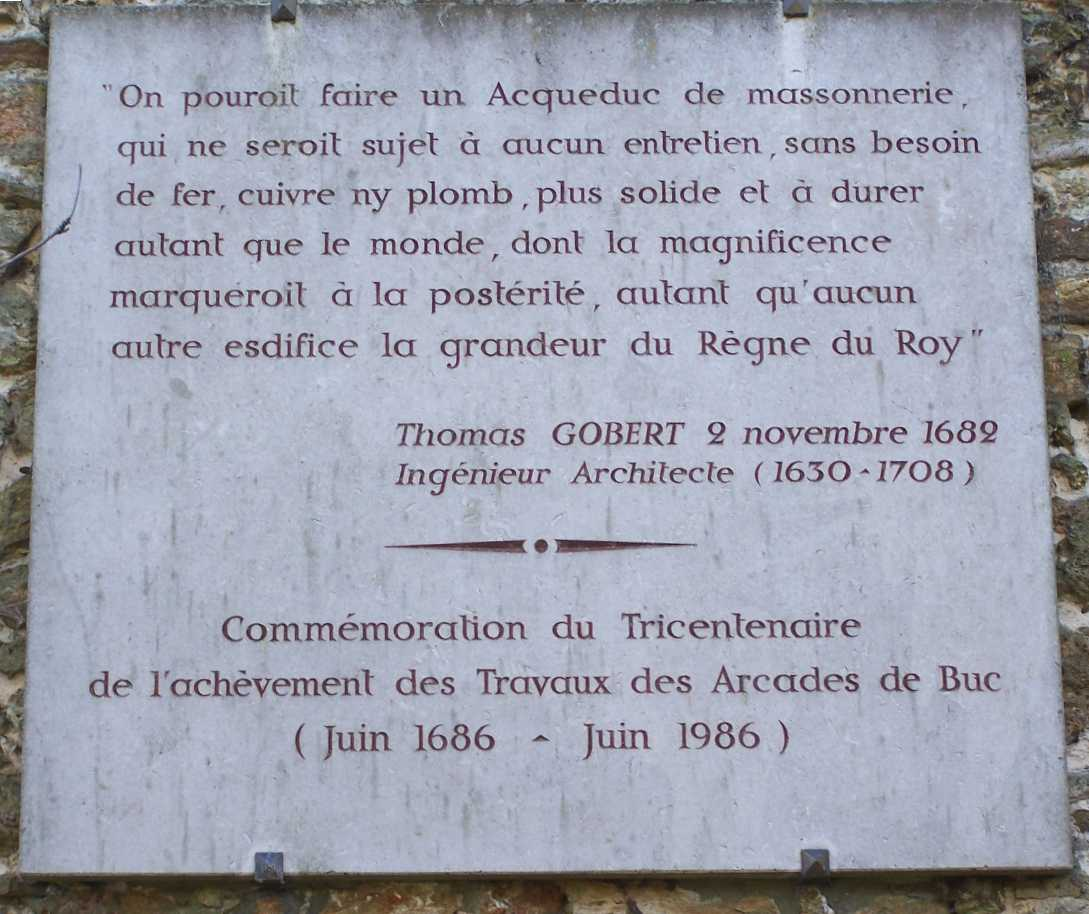
Plaque commémorative.
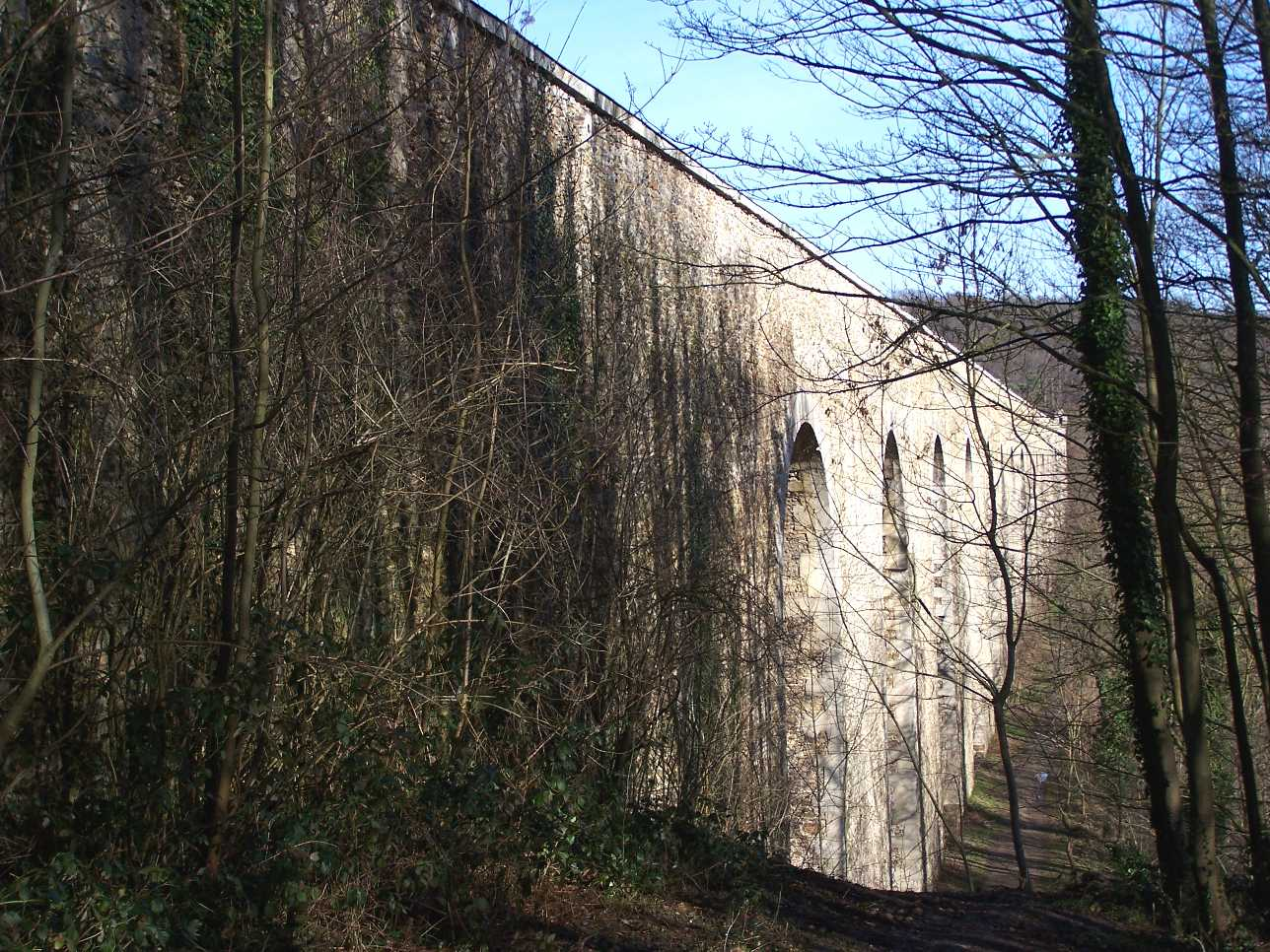
Vue du côté est.
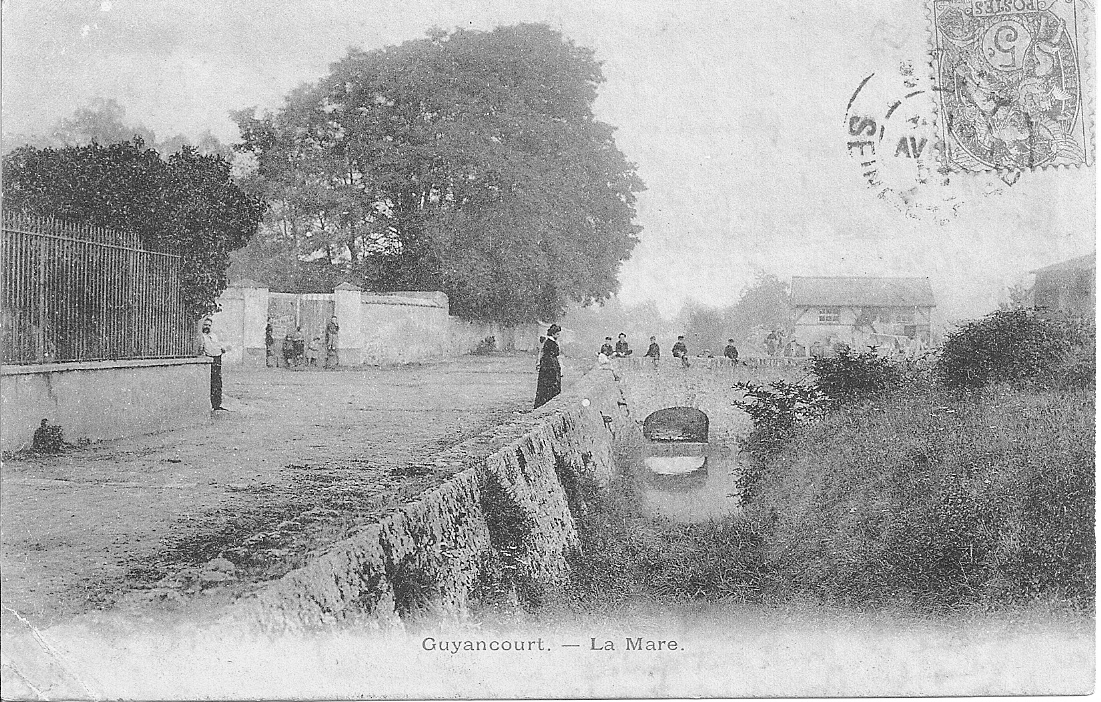
L'un des canaux de drainage qui alimentaient en eau l'aqueduc. Ici, à Guyancourt.